# چیه‌کو میساکی
چیه‌کو میساکی (به ژاپنی: 三崎千恵子)؛ زادهٔ ۵ سپتامبر ۱۹۲۰ - (درگذشته ۲ فوریه ۲۰۱۲) هنرپیشه، کمدین اهل ژاپن است. او در فیلم اوتوکو وا تسورای یو یا تورا-سان از قسمت اول مرد بودن سخت است (فیلم)؛ تا قسمت ۴۸ در نقش زن عموی تورا-سان با نام «تسونه» ظاهر شد.